# Marc Rochat
Marc Rochat (Lausana, 18 de diciembre de 1992) es un deportista suizo que compite en esquí alpino. Ganó una medalla de bronce en el Campeonato Mundial de Esquí Alpino de 2025, en la prueba combinada por equipo. 

## Palmarés internacional
| Campeonato Mundial | Campeonato Mundial | Campeonato Mundial | Campeonato Mundial   |
| Año                | Lugar              | Medalla            | Prueba               |
| ------------------ | ------------------ | ------------------ | -------------------- |
| 2025               | Saalbach (Austria) | Medalla de bronce  | Combinada por equipo |